# Groote Beerze
De Groote Beerze is een beek in de Nederlandse provincie Noord-Brabant die ligt in het stroomgebied van waterschap De Dommel. Vanaf Hapert en Bladel tot de samenvoeging met de Kleine Beerze hoort de Groote Beerze tot het Natura 2000 gebied Kempenland-West, vooral wegens het voorkomen van de Drijvende waterweegbree.

## Etymologie
De naam Beerze werd al in 1545 gebruikt door keizer Karel V en is vermoedelijk afgeleid van berne (bron) of barne (branden). Barne verwijst naar de aanwezigheid van veen (turf), dat vroeger dienstdeed als brandstof voor de kachel. Het veen werd gevormd in de laaggelegen gebieden rond de beek.

## Loop

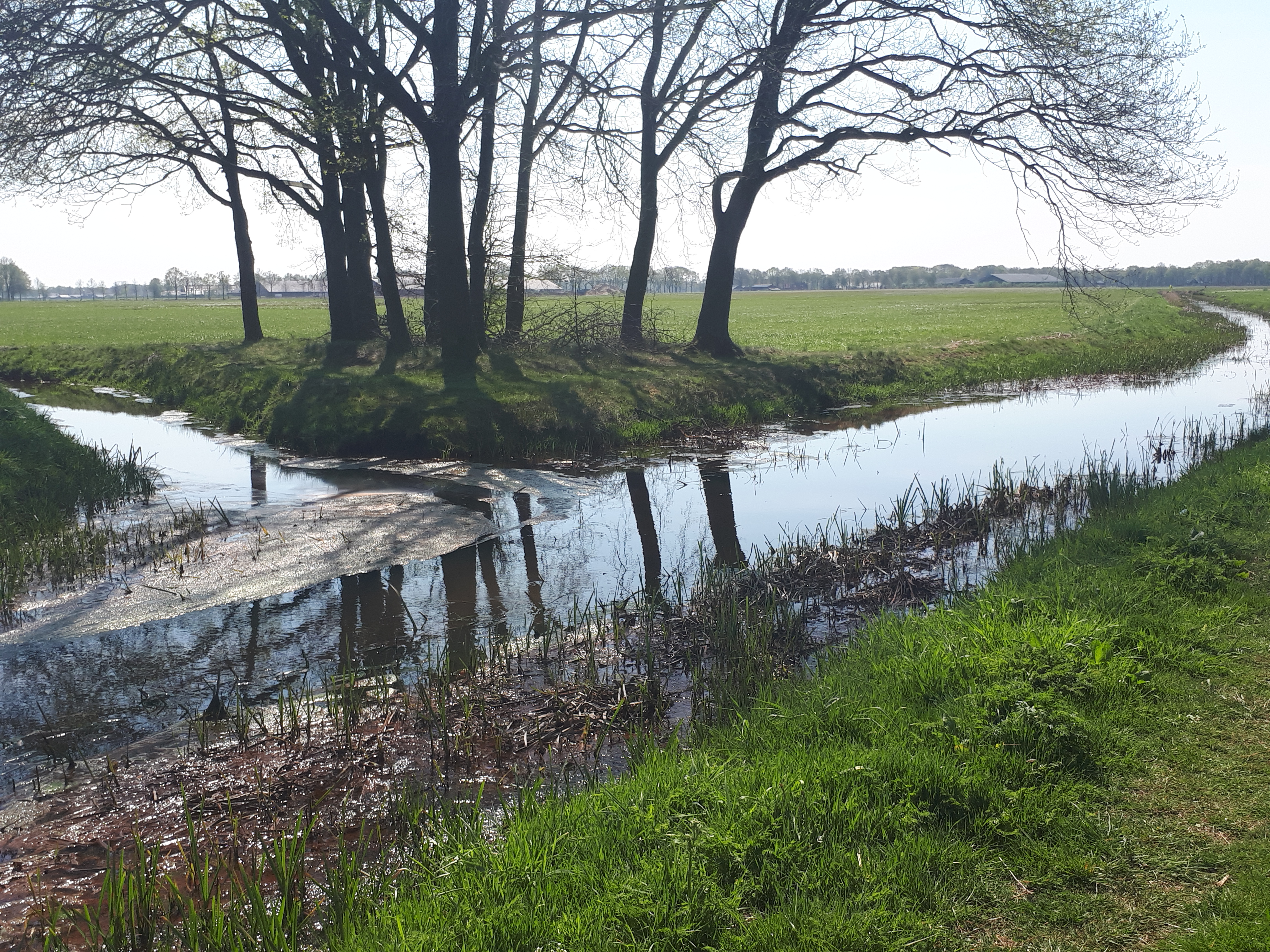
Het Dalemstroompje (L) en Aa of Goorloop (R) komen samen en vormen op de grens tussen Hapert en Bladel vanaf dan de Groote Beerze.

De Groote Beerze ontspringt in de gemeente Lommel, in het gebied Blekerheide. Vandaar stroomt ze als Aa of Goorloop in noordelijke richting, waar ze de Nederlandse grens overschrijdt in de gemeente Bergeijk, niet ver van de Stevensbergen. Ze loopt door Boswachterij De Kempen, raakt nog eenmaal de Belgische grens bij Grenspaal 197 en stroomt dan langs Bladel. Bij Hapert voegt het Dalemstroompje zich bij de beek die voortaan Groote Beerze gaat heten.
Ten zuiden van Casteren komt het Wagenbroeks Loopje in de beek uit, die vervolgens omgeven wordt door het natuurgebied Dal van de Groote Beerze, en hierna stroomt de beek langs de Neterselse Heide en de Landschotse Heide in de gemeente Oirschot via de Aardbossen.
Ten noorden van Westelbeers begint een omleidingskanaal, terwijl de oorspronkelijke loop zich voor het eerst meanderend voortzet langs Middelbeers. Waar het beekje het Landgoed Baest binnenstroomt wordt het omleidingskanaal gekruist. De Groote Beerze stroomt langs het landhuis om een paar honderd meter ten noorden daarvan samen te komen met de Kleine Beerze, waarna de stroom zich als Beerze voortzet.

## Kanalisatie en herstel
Omstreeks 1960 werd een groot deel van het stroomdal sterk aangetast door kanalisatie van de beek, een lot wat deze stroomopwaarts tot tegenaan Middelbeers trof. Vanaf 2005 is men met beekherstel begonnen ter hoogte van het Beersbroek, waarbij een meanderende loop werd uitgegraven. Hier werd ook een overstromingsgebied aangelegd.